# Creme vegetal
Um creme vegetal é uma emulsão, muito parecida com a margarina, utilizada na culinária como alimento. É uma emulsão tipo A/O (água/óleo), onde a parte oleosa é necessariamente vegetal, na proporção de lipídios máximos a 95% e mínina de 10%. O creme vegetal, diferente da margarina, não possui leite em sua composição.